# Taopi
Taopi és una població dels Estats Units a l'estat de Minnesota. Segons el cens del 2000 tenia 93 habitants.

## Demografia
Segons el cens del 2000, Taopi tenia 93 habitants, 33 habitatges, i 26 famílies. La densitat de població era de 92,1 habitants per km².
Dels 33 habitatges en un 42,4% hi vivien nens de menys de 18 anys, en un 63,6% hi vivien parelles casades, en un 15,2% dones solteres, i en un 18,2% no eren unitats familiars. En el 15,2% dels habitatges hi vivien persones soles el 12,1% de les quals corresponia a persones de 65 anys o més que vivien soles. El nombre mitjà de persones vivint en cada habitatge era de 2,82 i el nombre mitjà de persones que vivien en cada família era de 3,15.
Per edats la població es repartia de la següent manera: un 31,2% tenia menys de 18 anys, un 7,5% entre 18 i 24, un 31,2% entre 25 i 44, un 15,1% de 45 a 60 i un 15,1% 65 anys o més.
L'edat mediana era de 35 anys. Per cada 100 dones de 18 o més anys hi havia 100 homes.
La renda mediana per habitatge era de 33.750 $ i la renda mediana per família de 30.000 $. Els homes tenien una renda mediana de 28.125 $ mentre que les dones 26.250 $. La renda per capita de la població era d'11.250 $. Entorn del 10% de les famílies i el 4,8% de la població estaven per davall del llindar de pobresa.

## Poblacions més properes
El següent diagrama mostra les poblacions més properes.